# The Creek Drank the Cradle
| Совокупная оценка    | Совокупная оценка |
| Источник             | Оценка            |
| -------------------- | ----------------- |
| Metacritic           | 87/100            |
| Оценки критиков      |                   |
| Источник             | Оценка            |
| AllMusic             | [ 4 ]             |
| The Austin Chronicle | [ 5 ]             |
| Drowned in Sound     | 8/10              |
| Pitchfork            | 8.1/10            |
| Q                    | [ 8 ]             |
| Stylus               | B+                |
| Tiny Mix Tapes       | 4.5/5             |
| Uncut                | [ 11 ]            |

The Creek Drank the Cradle — дебютный студийный альбом американского фолк-музыканта Iron & Wine (он же Сэм Бим). Он был выпущен 24 сентября 2002 года на лейбле Sub Pop. Виниловый LP-релиз содержал бонусный 7-дюймовый виниловый сингл. Промо-диск для этого альбома был выпущен в картонной оболочке с другим оформлением.

## История
Дебютная пластинка Iron & Wine The Creek Drank the Cradle написана, спродюсирована и исполнена Сэмом Бимом, и в ней звучит только голос Бима, мягко бренчащая акустическая гитара, немного слайд-гитары и иногда банджо.
Разреженное lo-fi-звучание альбома объясняется тем, что Бим записывал треки дома на четырёхдорожечном магнитофоне, первоначально в качестве демо-записей. Он намеревался передать их Джоуи Бёрнсу и Джону Конвертино из группы Calexico, которые составили ритм-секцию на готовой работе. Однако вместо этого демо-записи были выпущены.
В AllMusic отметили вокальные гармонии Сэма Бима. Песня «Lion’s Mane» открывает альбом, «и у вас сразу же перехватывает дыхание, ведь голос Бима так красив, а его хуки остры как бритва. Каждая последующая песня столь же незабываема, Бим звучит просто ангельски, когда гармонирует сам с собой». Песня «The Rooster Moans» — это леденящее душу путешествие в аппалачский фолк; «Southern Anthem» — инди-госпел, исполненный фальцетом, с совершенно потрясающим припевом. Простой музыкальный бэкграунд никогда не надоедает, ведь вокалу соответствуют музыкальные хуки — банджо в «Lion’s Mane», повторяющийся слайд на двойной дорожке в конце «Faded from the Winter», мягкий ритм в «Upward Over the Mountain». Как только заканчивается почти весёлая, в стиле Нила Янга, закрывающая альбом «Muddy Hymnal», «…вам захочется нажать кнопку повтора и начать сначала».

## Отзывы
The Creek Drank the Cradle получил положительные отзывы от современных музыкальных критиков. Альбом получил на Metacritic оценку 87 балл на основе 14 рецензий, что свидетельствует о «всеобщем признании».
Pitchfork поместил The Creek Drank the Cradle под номером 137 в список 200 лучших альбомов 2000-х годов.. Тим Сендра из AllMusic назвал его «потрясающим дебютом и одной из лучших записей 2002 года. Бим не заинтересован в том, чтобы отжигать или заслонять красоту, которая пробивается изнутри его простых песен; он принимает её и позволяет своей грусти развеваться на ветру, чтобы все видели».

## Список композиций
Слова и музыка всех песен — Sam Beam.
| №                   | Название                   | Длительность |
| ------------------- | -------------------------- | ------------ |
| 1.                  | «Lion's Mane»              | 2:49         |
| 2.                  | «Bird Stealing Bread»      | 4:21         |
| 3.                  | «Faded from the Winter»    | 3:17         |
| 4.                  | «Promising Light»          | 2:49         |
| 5.                  | «The Rooster Moans»        | 3:24         |
| 6.                  | «Upward Over the Mountain» | 5:56         |
| 7.                  | «Southern Anthem»          | 3:54         |
| 8.                  | «An Angry Blade»           | 3:48         |
| 9.                  | «Weary Memory»             | 4:01         |
| 10.                 | «Promise What You Will»    | 2:24         |
| 11.                 | «Muddy Hymnal»             | 2:43         |
| Общая длительность: | Общая длительность:        | 39:26        |

| №                   | Название               | Длительность |
| ------------------- | ---------------------- | ------------ |
| 1.                  | «Her Tea Leaves»       | 3:50         |
| 2.                  | «Carissa's Wierd[sic]» | 2:07         |
| Общая длительность: | Общая длительность:    | 5:57         |